# Projet Rover
 (juin 2024).
Si vous disposez d'ouvrages ou d'articles de référence ou si vous connaissez des sites web de qualité traitant du thème abordé ici, merci de compléter l'article en donnant les références utiles à sa vérifiabilité et en les liant à la section « Notes et références ».
Le projet Rover (en anglais : Project Rover) est un projet américain de développement d'une fusée à propulsion thermo-nucléaire actif de 1955 à 1973 au Laboratoire national de Los Alamos (LANL).

## Description
Initié comme un projet de l'United States Air Force (USAF) visant à développer un étage de fusée supérieur à propulsion nucléaire pour un missile balistique intercontinental (ICBM), le projet est transféré à la NASA en 1958 après que le déclenchement de la course à l'espace à la suite de la crise du Spoutnik.
Il est géré par le Space Nuclear Propulsion Office (en) (SNPO), une agence conjointe de la Commission de l'énergie atomique des États-Unis (AEC) et de la NASA.
Le projet Rover est par la suite intégré au programme de recherche NERVA.